# ضفدع الشجر كبير العينين
ضفدع الشجر كبير العينين (الاسم العلمي: Nyctimystes)، جنس ضفادع من فصيلة الشرغوفيات. مواطن أنواعه الاساسية في غينيا الجديدة، وتوجد أيضًا في جزر الملوك.